# Liste der Bischöfe von Emly
Die folgenden Personen waren Bischöfe von Emly (Irland):
- Raidghil 881
- Ua Ruaich 953
- Faelan 980
- 1030 MaelFinan
- 1114 Diarmait Ua Flainnchua
- 1152 Gilla in Choimhded Ua h-Ardmhail
- 1163 Mael Isu Ua Laigenain
- 1172 Ua Meic Stia
- 1177 Charles O’Buacalla
- 1177 Isaac O’Hamery
- 1192–1197 Ragnall Ua Flainnchua
- 1205–1209 Máel Ísu
- 1209–1210 William
- 1212–1227 Henry
- 1227–1236 John Collingham
- 1238 Daniel
- 1238–1249 Christianus
- 1251–1265 Gilbert O’Doverty
- 1266–1272 Florentius oder Laurentius O’hAirt
- 1272–1275 Matthew MacGormain
- 1275–1281 David O Cossaig
- 1286–1306 William de Clifford
- 1306–1309 Thomas Cantock [Quantock]
- 1309–1335 William Roughead
- 1335–1356 Richard le Walleys
- 1356–1362 John Esmond
- 1362–1363 David Penlyn [Foynlyn]
- 1363–1405 William
- 1405–1421 Nicholas Ball
- 1421 John Rishberry
- 1422–1425 Robert Windell
- 1428–1444 Thomas de Burgo
  - 1429 Robert Portland
- 1445–1448 Cornelius O Cuinnlis
  - 1444 Robert
- 1448–1449 Cornelius O Maolalaidh (auch Bischof von Clonfert und Elphin)
- 1449–1475 William O Hetigan [Ó hEidheáin]
- 1476–1494 Pilib O Cathail
- 1494–1498 Donatus Mac Briain
- 1498–1505 Cinneidigh Mac Briain
- 1507–1542 Tomas O hUrthaille
- 1543–1553 Angus O’Hernan
- 1551–1562 Raymond de Burgh
- 1567–ca. 1586 Maurice O’Brien
- 1620–1646 Maurice O’Hurley
- 1647–1651 Terence Albert O’Brien
  - 1657–1669 William Burghat (Apostolischer Vikar)
- 1695 James Stritch

vereinigt mit dem Bistum Cashel